# Paraskowija (hromada Kehycziwka)
Paraskowija (ukr. Парасковія) – wieś na Ukrainie, w obwodzie charkowskim, w rejonie krasnohradzkim, w hromadzie Kehycziwka. W 2001 liczyła 603 mieszkańców, spośród których 568 wskazało jako ojczysty język ukraiński, 29 rosyjski, 5 białoruski, a 1 inny.